# Accident de l'avion d'Emiliano Sala
L'accident de l'avion dans lequel le footballeur argentin Emiliano Sala a trouvé la mort s'est produit le 21 janvier 2019 alors que l'avion léger, de type Piper PA-46 Malibu, qui le transportait de Nantes à Cardiff, deux jours après l'officialisation de son transfert au Cardiff City FC, a disparu à 20 h 16 UTC, à 22 nautiques dans le nord-ouest de l'île de Guernesey.
Après des premières recherches aériennes, infructueuses, l'épave est retrouvée au fond de la Manche le 3 février 2019 ; un corps qui s’avèrera par la suite être celui d'Emiliano Sala est remonté à la surface trois jours après et identifié le 7 février 2019. Le corps du pilote britannique de l'avion, David Ibbotson, n'a pas été retrouvé.
Le rapport d'accident de l'AAIB publié le 13 mars 2020 établit que le vol n'était pas effectué conformément aux normes de sécurité des vols commerciaux (VFR de nuit par mauvaises conditions météorologiques, inexpérience du pilote). Emiliano Sala (et probablement le pilote) ont été victimes d'une intoxication au monoxyde de carbone (en l'absence de détecteur à bord). Le pilote a perdu le contrôle de l'avion, probablement en essayant de rester en conditions de vol à vue (VMC) ou d'y revenir, et est sorti du domaine de vol de l'avion, qui s'est brisé en vol et a heurté la mer à 435 km/h.
Au-delà de la potentielle intoxication au monoxyde de carbone, l'avion s'est retrouvé dans des conditions de givrage. Le rapport AAIB et les bulletins météo confirment également cette  tendance.

## Appareil
L'avion disparu est un Piper PA-46-310P Malibu, numéro de série 46-8408037, immatriculé N264DB aux États-Unis, mis en service en 1984. C'est un appareil monomoteur à hélice équipé d'un moteur à pistons turbocompressé Continental TSIO-520BE (en) de 310 ch, d'une hélice à pas variable, de six sièges, d'un système de dégivrage l'autorisant au vol en conditions givrantes connues, d'une balise de détresse et d'instruments permettant le vol de nuit en IMC.
Selon la base de données de la Federal Aviation Administration américaine (FAA), l'avion appartiendrait à une société-écran, la Southern Aircraft Consultancy Limited, créée en juin 2010 et située à Norfolk au Royaume-Uni.
Il a été affrété pour Emiliano Sala par Willie McKay, père de l'agent de football Mark McKay, qui avait négocié son transfert.
L'avion est piloté par David Andrew Ibbotson, un pilote expérimenté de 59 ans vivant à Crowle, près de Scunthorpe, dans le Lincolnshire, titulaire d'une licence de pilote privé (PPL) et totalisant environ 3 500 heures de vol dont environ 30 sur le type. Le samedi précédent, 19 janvier, il a amené Emiliano Sala de Cardiff à Nantes après la signature de son transfert pour récupérer des affaires personnelles et prendre congé de ses anciens coéquipiers.
Le vol avait été mouvementé, et le pilote a confié sur un réseau social être un peu « rouillé » pour l'approche aux instruments (ILS) à Nantes, lors de laquelle il a été « un peu au-dessus [du plan de descente], ce qui est mieux que d'être trop bas ». Emiliano Sala avait d'ailleurs confié à Nicolas Pallois n'être pas très rassuré pour le vol de retour. Une fois monté à bord de l'avion, avant le décollage, il envoie un message vocal à des amis (parmi lesquels son ancien coéquipier aux Girondins de Bordeaux, Diego Rolán) où il dit, sur le ton de la plaisanterie, être mort [de fatigue], avoir l'impression que l'avion allait tomber en morceaux et avoir peur de ne jamais arriver. Le pilote s'y serait d'ailleurs repris à quatre fois avant de réussir à démarrer le moteur,.

## Disparition

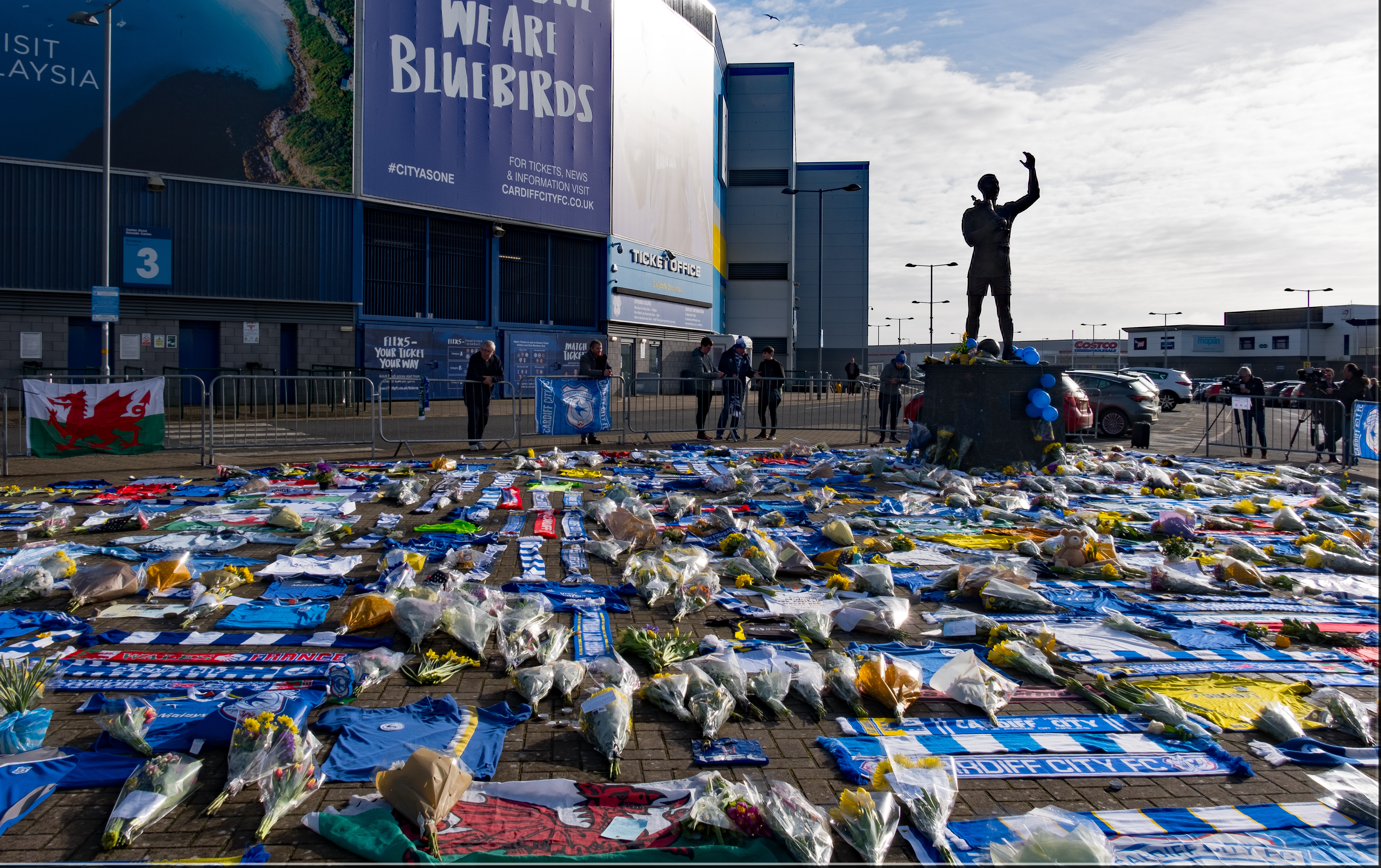
Chapelle ardente à Cardiff

Le 21 janvier 2019, à 19 h 15 UTC (20 h 15 heure française), le Malibu décolle de Nantes-Atlantique sous plan de vol VFR pour ramener Emiliano Sala à Cardiff où son arrivée est prévue à 20 h 45 locales (21 h 45 heure française).
À 21 h 16 (heure française), le contrôle aérien perd son contact transpondeur à 2 300 pieds (700 m) au-dessus de la Manche, près du phare des Casquets, à 15 kilomètres au nord-ouest de l'île Anglo-Normande d’Aurigny et à 30 kilomètres au nord de l'île de Guernesey. Peu avant le travers de l'aéroport de Guernesey, l'avion qui volait au niveau de vol 55 (environ 1 670 mètres) avait été autorisé à sa demande à descendre pour se maintenir en VMC, mais aucun message de détresse n'a été reçu.
Selon John Fitzgerald, le responsable des opérations aériennes de secours des îles Anglo-Normandes, même avec le moteur en panne, l'avion aurait pu planer près de dix kilomètres à partir du point où le contact a été perdu.
Les conditions météorologiques au moment de la disparition étaient assez classiques pour la saison avec toutefois des pluies éparses, une dégradation avec des pluies verglaçantes à l'avant d'un front froid étant arrivée plus tard dans la nuit,.

## Recherches
Les recherches sont déclenchées le soir même de la disparition de l'avion par les secouristes de Guernesey depuis Saint-Pierre-Port, impliquant deux hélicoptères et plusieurs bateaux. Interrompues dans la nuit en raison d'une dégradation de la visibilité et de pluies verglaçantes, puis reprises les trois jours suivants sans succès.
Plusieurs objets flottants ont été détectés, sans qu'il soit possible d'affirmer qu'ils aient un lien avec l'avion disparu ou ses occupants. La zone est réputée pour ses forts courants et recèle de nombreuses épaves de bateaux. Des recherches terrestres entreprises sur les îles et les côtes voisines ne donnent pas plus de résultats.
Le temps de survie maximal en cas de chute dans la mer, étant donné la température de l'eau, est estimé à moins de trois heures, à peine un peu plus dans un canot de sauvetage. Le 22 janvier à la mi-journée, le responsable des opérations aériennes de secours des îles Anglo-Normandes, John Fitzgerald, déclare : « Je ne pense pas qu'il y ait la moindre chance qu'ils soient encore vivants à l'heure actuelle ».
Le 24 janvier à 16 h 15, la police de Guernesey (en) annonce l'arrêt des recherches, l'enquête se poursuivant avec le concours des navires de la zone susceptibles de remarquer des débris ou des indices.
À la suite de cette annonce, le gouvernement argentin demande aux autorités britanniques et françaises de poursuivre les recherches pour trouver l'appareil disparu « jusqu'à ce que l'avion et son équipage soient localisés ». De nombreux footballeurs se mobilisent également pour que la police locale poursuive ses recherches,. À la suite d'un appel aux dons, des recherches privées organisées par la famille du joueur disparu reprennent le samedi 26 janvier.
Le 26 et le 27 janvier, deux coussins de siège qui pourraient avoir appartenu à l'avion sont retrouvés par des promeneuses sur les plages de Surtainville et de Baubigny, plages de la côte ouest du Cotentin, à la même latitude que Guernesey. Un autre est retrouvé sur la côte nord de Jersey.

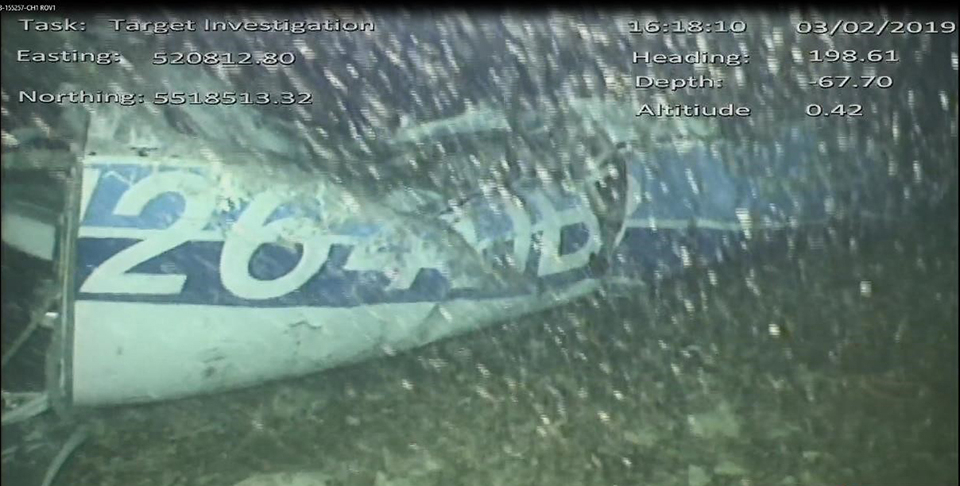
Image AAIB de l'épave du Piper reposant au fond de la mer.

Le 30 janvier, l'AAIB annonce la reprise de recherches sous-marines avec un navire spécialisé équipé d'un sonar à balayage latéral et d'un véhicule sous-marin téléguidé.
Le 3 février, deux bateaux, le Geo Ocean III commandé par l'AAIB et le Morven du Fishery Protection Squadron (en) (FPV) de la Royal Navy, sous la houlette de David Mearns (en), spécialiste anglais des recherches sous-marine, mandaté par la famille, commencent les recherches en se partageant une zone d'environ quatre milles marins carrés, au nord de la fosse des Casquets. Le Morven localise bientôt une épave par 67 mètres de fond, à environ 30 m à l'est de la position du dernier contact radar. Peu après, le sous-marin du Geo Ocean III obtient des images de l'épave, dans laquelle un occupant est visible et dont l'immatriculation est bien celle du Malibu disparu. L'avion est très endommagé et en trois parties, le moteur s'est détaché et l'arrière du fuselage est séparé de la partie avant au niveau du bord de fuite des ailes. Il manque les parties externes des ailes et des empennages.
Le jeudi 7 février, l'AAIB annonce que le corps a été remonté mais que les tentatives pour remonter l'avion ont échoué en raison des mauvaises conditions météo. Le corps, débarqué au matin à Portland sur la côte sud de l'Angleterre, est confié à la police du Dorset pour identification. Dans la soirée, celle-ci annonce qu'il s'agit d'Emiliano Sala.
Les prévisions météorologiques n'étant pas meilleures pour les jours suivants, l'arrêt des opérations est décidé, les nombreuses images récoltées par le sous-marin devant suffire à l'enquête technique.
Le 9 février, la famille de David Ibbotson lance à son tour une cagnotte pour relancer les recherches de son corps.

## Enquête
Conformément aux usages internationaux, l'Air Accidents Investigation Branch britannique mène l'enquête technique d'accident, en étroite liaison avec le National Transportation Safety Board américain, le Bureau d’enquêtes et d’analyses français et la Junta de Investigación de Accidentes de Aviación Civil argentine.
Le 25 février 2019, l'AAIB publie un premier rapport d'enquête préliminaire. Les images de radar de précipitations montrent une ligne d'averses dans la zone, dont certains fortes. L'isotherme zéro degrés était entre 3 000 et 4 000 pieds. L'avion descend progressivement vers 4 000 pieds en faisant des altérations de cap à partir du travers de Jersey pour rester en conditions de vol à vue. Dans les 30 dernières secondes, la trajectoire reconstituée à partir des radars montre une chute rapide vers 1 600 pieds en virage serré de plus de 180° à droite.
L'AAIB précise qu'aucune demande d'autorisation pour une utilisation commerciale n'avait été déposée. Le pilote avait fait précédemment des vols semblables en « partage des frais », sa licence PPL ne l'autorisant pas à être rémunéré. Selon les règles de la FAA (applicables du fait de son immatriculation), dans un tel cas le pilote doit payer la moitié des frais et avoir le même but pour le vol que son passager.
Le 19 juin, un homme est placé en garde à vue pour homicide involontaire, puis relâché.
Dans un bulletin publié le 14 août, l'AAIB révèle que les analyses toxicologiques du sang du passager ont montré un taux de 58 % de COHb (combinaison d'hémoglobine et de monoxyde de carbone). Le monoxyde de carbone est présent en quantité dans les gaz d'échappement des avions à moteur à pistons et s'il pénètre dans la cabine il peut intoxiquer le pilote comme les passagers, un taux supérieur à 50 % de COHb étant susceptible de provoquer une perte de conscience et même la mort. À la suite de ce rapport, l'un des avocats défendant la famille du joueur défunt demande la récupération de l'épave de l'avion, ce que l'AAIB continue à écarter.
Le rapport d'accident de l'AAIB est publié le 13 mars 2020. L'enquête a identifié trois facteurs :
- perte de contrôle lors d'un virage en pilotage manuel, probablement effectué pour rester en conditions de vol à vue (VMC) ou pour y revenir ;
- rupture en vol de l'avion, bien au-dessus la vitesse maximale de manœuvre (suivi d'un impact avec la mer à 435 km/h) ;
- probable intoxication au monoxyde de carbone du pilote.

Elle a identifié trois facteurs contributifs :
- le risque de perte de contrôle était accru du fait que le vol ne respectait pas les normes des vols commerciaux, qu'il était effectué en VFR de nuit par mauvaises conditions météorologiques, alors que le pilote n'avait pas suivi un entraînement au vol de nuit et peu d'expérience récente du vol aux instruments ;
- les inspections périodiques du système d'échappement n'éliminent pas le risque d'intoxication au CO ;
- il n'y avait pas de détecteur de CO à bord pouvant alerter le pilote à temps pour réagir.

L'AAIB a pris les mesures de sécurité suivantes :
- insister sur les risques des vols ne respectant pas les règles du transport aérien ;
- améliorer les instructions aux mécaniciens effectuant les inspections de systèmes d'échappement.

Enfin, le rapport fait cinq recommandations concernant le suivi des licences des pilotes, l'emport de détecteurs de monoxyde de carbone et des inspections supplémentaires des systèmes d'échappement.

## Suites judiciaires
En septembre 2019, la directrice de la société chargée de la sécurité de la morgue de Bournemouth a été condamnée à 14 mois de prison pour avoir accédé à des images de vidéosurveillance de l'autopsie de Sala et les avoir publiées sur Twitter. L'un de ses employés a été condamné à 5 mois de prison pour le même chef d'accusation d'utilisation abusive d'un ordinateur.
En juin 2019, la police du Dorset a arrêté David Henderson, soupçonné d'homicide involontaire par acte illégal en rapport avec la mort de Sala. Henderson avait organisé le vol et avait initialement l'intention de piloter l'avion. La police a décidé de ne pas donner suite à l'affaire d'homicide involontaire, mais le 26 octobre, Henderson a comparu devant la Cardiff Crown Court (en), par liaison vidéo, accusé d'avoir mis en danger la sécurité d'un aéronef et d'avoir tenté de faire débarquer un passager sans permission ou autorisation valable. Henderson a plaidé non coupable des deux chefs d'accusation et a été libéré sous caution jusqu'au 18 octobre 2021. À cette date, il a plaidé coupable du chef d'accusation de tentative de débarquement d'un passager sans permission ou autorisation. Le 28 octobre, Henderson a été reconnu coupable du chef d'accusation de mise en danger de la sécurité d'un aéronef et a été emprisonné pour dix-huit mois.
Après la condamnation de Henderson, une procédure d'inquest sur les deux décès s'est ouverte le 15 février 2022 à Bournemouth et s'est achevée le 17 mars avec le verdict que Sala et Ibbotson avaient été intoxiqués au monoxyde de carbone par le moteur de l'avion avant l'accident. Le jury a déclaré qu'Ibbotson avait pu « se sentir sous pression » pour voler en raison de l'importance du client, tandis que le coroner a appelé à une réglementation plus stricte des vols commerciaux sans licence.

## Zones d'ombre
Il a été affirmé dans un premier temps que le voyage d'Emiliano Sala avait été organisé par le club de Cardiff et que l'avion était la propriété du président du club de Cardiff, Mehmet Dalman (en). Celui-ci a démenti, précisant que le club avait proposé au joueur un vol commercial vers Paris, mais que celui-ci avait préféré s'organiser lui-même. Selon un ami du joueur, il ne voulait pas prendre l'avion ce soir-là mais le lendemain matin.
Trois personnes auraient passé les contrôles d'identité à l'aéroport de Nantes-Atlantique et rejoint le tarmac, ce qui laissait supposer que l'avion transportait une troisième personne. Mais selon le contrôle aérien, il n'y aurait eu que deux personnes à bord.
Des sources de la presse française ont d'abord affirmé que le pilote était David Henderson, un Britannique d'une soixantaine d'années dont le nom aurait figuré dans les registres du vol. D'autres ont supposé qu'il pourrait être la troisième personne contrôlée, et ne pas avoir finalement embarqué dans l'avion. Mais le lendemain de la disparition de l'avion, l'intéressé a confirmé être bien vivant et démenti avoir été présent à Nantes ce soir-là.
Willie McKay, qui avait été mandaté par Nantes pour vendre le joueur, a affirmé avoir arrangé le vol gracieusement pour Emiliano Sala auprès de David Henderson, un pilote qui l'avait lui-même déjà transporté de nombreuses fois. C'est ce dernier qui aurait proposé à David Ibbotson de le remplacer en lui demandant « s'il voulait passer un week-end à Nantes ». En tant que pilote privé, David Ibbotson ne pouvait pas se faire rémunérer pour le vol. Les frais d'hôtel et les taxes aéroportuaires auraient été réglés avec la carte bancaire de David Henderson, ce qui serait à l'origine de la confusion sur l'identité du pilote.
Un témoin près de Granville a signalé au Centre régional opérationnel de surveillance et de sauvetage (CROSS) de Jobourg avoir observé une lueur dans le ciel, semblable à une étoile filante. L'heure et la direction correspondraient à la disparition de l'avion, survenue pourtant à plus de 100 km.
Selon une information du site de la BBC, D. Ibbotson serait daltonien et, pour cette raison, n'aurait pas eu la qualification vol de nuit (en).

## Médias
L'accident a fait l'objet d'un épisode dans la série télévisée Air Crash nommé « Un footballeur disparaît » (saison 24 - épisode 9).